# El Jaralillo, Jalisco
El Jaralillo är en ort i Mexiko.   Den ligger i kommunen Encarnación de Díaz och delstaten Jalisco, i den centrala delen av landet, 400 km nordväst om huvudstaden Mexico City. El Jaralillo ligger 1 891 meter över havet och antalet invånare är 126.
Terrängen runt El Jaralillo är platt åt sydväst, men åt nordost är den kuperad. Runt El Jaralillo är det ganska glesbefolkat, med 39 invånare per kvadratkilometer. Närmaste större samhälle är Encarnación de Díaz, 13,0 km söder om El Jaralillo. I omgivningarna runt El Jaralillo växer huvudsakligen savannskog.